# 長野博
長野 博（ながの ひろし、1972年〈昭和47年〉10月9日 - ）は、日本の俳優、歌手、タレント、グルメリポーター。男性アイドルグループ・V6の元メンバー、20th Century（トニセン）のメンバー。
神奈川県大和市出身。STARTO ENTERTAINMENT所属。妻は女優の白石美帆。

## 来歴
1988年、テレビドラマ『3年B組金八先生 第3シリーズ』にてテレビドラマ初出演、俳優デビューを果たす。
1995年11月1日、V6のメンバーとして「MUSIC FOR THE PEOPLE」でCDデビュー（当時23歳）。1996年、『ハンサムマン』の佐伯トビオ役でテレビドラマ初主演。
1996年から1997年まで放送された、円谷プロダクション制作の特撮テレビドラマ『ウルトラマンティガ』で主人公のマドカ・ダイゴ役を演じる。ジャニーズ事務所所属のタレント・俳優としては初めての特撮変身ヒーローの主演である。
2000年、映画『ウルトラマンティガ THE FINAL ODYSSEY』で再びマドカ・ダイゴ役で映画初主演。
2002年、「バイクにフレンドシップ大賞」を受賞。同年、情報番組『MOBI』で初MCを務める。
2003年、舞台『フォーティンブラス』で単独初主演を務める。2006年、テレビドラマ『2ndハウス』で三澤耕一役で主演。
2008年、映画『大決戦!超ウルトラ8兄弟』で8年ぶりにマドカ・ダイゴ役を演じる。
2016年11月29日、女優の白石美帆と結婚したことをファンクラブ会報を通じて発表した。2018年5月11日、妻の白石美帆との間に第1子となる男児が誕生したことを発表。2019年11月、第2子となる女児が誕生。
2021年11月1日、V6が解散。それに伴い20th Centuryのメンバーおよびソロタレントのみの活動となる。

## 人物

### 性格・特徴
- 実家は神奈川県内で[要出典]自転車店を経営[10]。
- 元プロ野球選手の川村丈夫とは小学生時代からの同級生。川村とは同じチームに1年間在籍した。
- 1998年に行われたジャニーズ大運動会において優秀選手賞を獲得している。2003年に行われたジャニーズ体育の日ファン感謝祭内の体力測定コーナーではTOKIOの松岡昌宏と並び、軒並みトップクラスの成績を出している[11]。
- 車やバイクが好き。2002年以前に大型二輪免許を取得[12]。BOON!という番組内で、愛車がホンダCB750FOURであることを明かしている。プライベートでMotoGPや全日本ロードレース選手権開催中のサーキットのパドックに顔を出すこともある。2011年現在、中日スポーツ・東京中日スポーツで2輪レースのコラム「V6エンジン」を連載しており、プライベートで交流のあるライダーとの対談が掲載されることも多い。2012年にはモータースポーツ雑誌『MOTO NAVI』の表紙を飾るとともに、春のレザージャケット特集においてモデルデビューも果たした。また四輪モータースポーツにも造詣が深く、2006年にはラリージャパンアンバサダーを務めた。
- Jr.時代は4歳下の井ノ原快彦のことを「おちびちゃん」と呼んでおり、弟のように可愛がっていた。
- 調理師（2007年）と野菜ソムリエ（2009年）の資格を持っている。グルメリポーターやプロの料理人が競うコンテストの審査員など、グルメ関係での露出も多く、「食の変態」とも呼ばれている。
- 光GENJIの最年少である佐藤アツヒロは他のメンバーより遅れて事務所に入所したため、長野博は佐藤アツヒロより先輩である。

### 『ウルトラマンティガ』関連
- 『ウルトラマンティガ』の主役マドカ・ダイゴ役で、ジャニーズ事務所初となる特撮変身ヒーローを演じ、以降も何度か自らネタにしている。『学校へ行こう!MAX』（2007年6月19日放送回）では、特撮の企画で本人がウルトラマンティガに変身するというお遊びシーンがある。
- 映画『ウルトラマンティガ&ウルトラマンダイナ 光の星の戦士たち』および『ウルトラマンティガ・ウルトラマンダイナ&ウルトラマンガイア 超時空の大決戦』やオリジナルビデオ『ウルトラマンティガ外伝 古代に蘇る巨人』にも出演オファーがあったが、いずれも諸事情により出演できなかった。『外伝』に関してはマドカ・ダイゴの息子である主人公マドカ・ツバサの名前を本人が命名している[13]。
- 2008年9月13日公開の映画『大決戦!超ウルトラ8兄弟』において、『ウルトラマンティガ THE FINAL ODYSSEY』以来、8年ぶりにダイゴを演じることが決まった。それについて本人は、『ザテレビジョン』において、ラジオでHey! Say! JUMPのメンバーに「昔ティガ観てました」と言われ、そんなに経ったのかと思ったという。
- 『MotoGP Plus』の番組内のポケバイの企画で使用するヘルメットには「164（ひろし）」、「V6」、「ウルトラマンティガ」がデザインに盛込まれている。
- 『ウルトラマンティガ』第15話「幻の疾走」でダイゴが左手を負傷し、続く第16話「よみがえる鬼神」でも完治していないという設定になっているが、当時自身が実際に手を負傷していた[14]。これをフォローする都合上、第16話になる予定だった「幻の疾走」が先の放送となった[15]。当時の雑誌のインタビューで「脚本では足を負傷することになっていたが、スタッフに事情を話して変更してもらった」と語ったほか、後に「包帯を巻いた手でも装着できるように通常よりも大きなグローブを用意してもらうなど、迷惑をかけてしまった」と語っている[16]。同第38話では、ダイゴが花粉症になっている設定がある。当時の長野は実際にも花粉症に悩まされており、これを見た監督の意向で劇中に取り入れられたものによる。
- 第4話よりたびたび使われるダイゴが腕を反時計回りに回す変身ポーズは長野と同話の監督と相談して考案したものである。
- 『ウルトラマンティガ』の撮影終了後、スタッフから変身アイテム「スパークレンス」の撮影時小道具を貰っている[16]。これは「世界に一つしかないもの」とのことで、『大決戦!超ウルトラ8兄弟』で再使用された。なお、スタッフは特殊車両「シャーロック」の撮影用車両も譲ろうとしたが、こちらは「実生活で乗れないのでお断りした」とのこと[16]。
- 『ウルトラマンティガ』第49話では、スタッフのお遊びから1965年の円谷プロダクションのシーンで長野という役名の助監督を演じた。
- 後に「ウルトラシリーズにはダイゴ以外の役では出演したくない」と語っている[16]。
- 一番好きなウルトラシリーズの作品は『ウルトラマンA』らしく、雑誌やテレビでたびたび強い愛着を語っている。『大決戦!超ウルトラ8兄弟』では、ウルトラマンエースを演じた高峰圭二と共演した。また、小学校2年生のころに『ウルトラマン80』を本放送で見ていたことを明かしている。
- 2011年、ウルトラシリーズのアクションフィギュア『ULTRA-ACT』でウルトラマンティガが発売されることが決定し、CMに起用された。
- 2020年、「ウルトラ特撮 PERFECT MOOK」にて新規取材のインタビューが掲載された[17]。
- 2021年、アクションフィギュア『S.H.Figuarts』で「真骨彫製法 ウルトラマンティガ」の発売を記念してCMに起用された。ティガのスーツアクターを演じていた権藤俊輔との再会を果たす[18][19]。

## 受賞歴
- 『バイクにフレンドシップ大賞』（2002年）

## 音楽

### ソロ曲

#### CD収録曲
- DAY〜今日から〜 - 『ROAD』収録（1997年）
- Lookin' The World -『SUPER HEROES』収録（1998年）
- Stranger than Paradise -『! -attention-』収録（1998年）
- My life -『Voyager』〈初回生産限定盤B〉収録（2007年）
- 桜色桜風 -『READY?』〈初回生産限定盤B〉収録（2010年）

#### カバー曲（CD収録曲）
- V6「blue」 -『Very6 BEST』〈通常盤〉収録

#### カバー曲（映像作品収録曲）
- 少年隊「ONE STEP BEYOND」 - ライブビデオ『VERY HAPPY!!!』収録
- 20th Century「BIG FORCE」 - ライブビデオ『LOVE&LIFE 〜V6 SUMMER SPECIAL DREAM LIVE 2003〜』収録
- V6「MAGMA」 - ライブビデオ『10th Anniversary CONCERT TOUR 2005 "musicmind"』収録

### 参加楽曲
- TU→YU
  - 「そばにいるよ」（作詞：zopp、作曲、編曲：中島靖雄）- 「モバイルデビュー」と称し、懸賞バージョン（無料）・Johnny's webバージョンの着うた・着うたフルの3パターンの形で配信していた。
  - ダンスレッスン編「ホワイトパワー〜白い力もち〜」（CMのみ）
  - 夏キャンCM編「Tシャツとビーチサンダル」（CMのみ）

## 出演

### テレビ番組

#### バラエティ番組
- アイドルオンステージ（1993年 - 1997年、NHK BS2）
- 超人・ドッジボール伝説（1994年、関西テレビ）
- BOON!（1999年 - 2002年、日本テレビ）
- MOBI（2002年 - 2004年、日本テレビ）
- 月刊MotoGPプラス（2008年、日本テレビ）
- 料理の怪人（2010年 - 2011年、テレビ東京）[20]
- 1億人の大質問!?笑ってコラえて!（2011年 - 、日本テレビ） - 「美味いもん探しっぱなしの旅! 全世界版スペシャルwith HIROSHI NAGANO」のコーナーに出演。
- Oh!どや顔サミット（2011年 - 2013年、ABCテレビ・テレビ朝日系列） - グルメ特集回に出演。
- 水野真紀の魔法のレストラン（2012年10月 - 2013年9月、MBS）
  - 水野真紀の魔法のレストランR（2013年10月 - ）
- 晴れ、ときどきファーム! 第2シリーズ（2013年4月5日 - 2023年3月28日、NHK BSプレミアム）[21]
  - プロローグ 前編・後編（2013年3月28日・29日）[22]
  - 長野博のこだわり美学
    - 目玉焼き（2016年10月28日）[23]
    - 究極の焼き芋（2019年2月22日）[24]
- アメトーーク!（テレビ朝日）
  - ボーイスカウト芸人（2013年10月31日）[25]
  - 明太子芸人（2015年2月12日）[26]
  - にんにく芸人（2016年1月7日）[27]
  - 大根ありがとう芸人（2017年1月19日）[28]
  - ちくわ大好き芸人（2018年3月8日）
- よじごじDays（2017年4月 - 、テレビ東京） - 水曜MC[29]
- 土曜スペシャル（テレビ東京）
  - 長野クンとさかなクン港はしご旅 房総の海は広いな美味しいなSP（2019年2月2日）
  - 長野クンさかなクン港はしご旅2 西伊豆の海へザブーン!（2019年8月10日）
  - 長野クンさかなクン港はしご旅 お魚王国IN長崎（2020年3月7日）
  - 長野クンさかなクン港はしご旅4 三浦半島55種の旬魚ゲットせよ（2022年1月22日）[30]
  - 長野くんさかなクン港はしご旅4 特別版 今食べタイ寿司10選!（2022年2月12日）[31]
  - 長野クンさかなクン 港はしご旅5 南房総でギョ種55とるぞSP（2022年4月16日）[32]
  - 長野クンさかなクン 港はしご旅⑥ 相模湾ぐるり茅ヶ崎～伊東（2023年8月12日）[33]
  - 長野クンさかなクン港はしご旅7 冬の駿河湾でウマい魚を探せ!（2024年1月20日）[34]
- 長野博の極めしモノ（2021年11月11日 - 2023年3月23日、ひかりTV / テレビ東京、2022年4月6日 - 2023年4月26日、中京テレビ）[35]
  - 長野博の極めしモノ 〜SEASON 2〜（2023年4月20日 - 2024年3月28日、Lemino）
- アサデス。7（2022年4月5日 - 2024年6月25日、九州朝日放送） - 火曜日コーナー「長野博の食のチカラ」
- 高見沢俊彦の美味しい音楽 美しいメシ #57（2024年12月13日、BS朝日）[36][37]

#### 単発番組
- ウルトラマンティガ大百科（1997年3月22日、MBS）
- WGP第3戦日本GPin鈴鹿（2000年、日本テレビ）
- V6長野・驚速USAぐるぐる201（2000年、日本テレビ）
- F1からCARTへ-貴公子ドライバー中野・夢への挑戦（2000年、日本テレビ）
- 米CARTシリーズ第5戦「ファイアストン・ファイアホーク500」（2000年、日本テレビ）
- WGP第15戦パシフィックGPinもてぎ（2000年、日本テレビ）
- MotoGP 世界選手権シリーズ第13戦 「ゴロワーズ パシフィックグランプリもてぎ」（2002年、日本テレビ）
- MotoGP 世界選手権シリーズ第13戦 「ゴロワーズ パシフィックグランプリもてぎ」（2003年、日本テレビ）
- Moto GP 日本グランプリ直前SP 長野博PRESENTS 天才ライダー達の肖像（2006年、日本テレビ）
- MotoGP 世界選手権シリーズ第15戦 日本グランプリ（2006年、日本テレビ）
- MotoGP 世界選手権シリーズ第15戦 日本グランプリ（2007年、日本テレビ）
- 2007WRC世界ラリー選手権 ラリージャパン（2007年、テレビ東京）
- MotoGP 世界選手権シリーズ第15戦 日本グランプリ（2008年、日本テレビ）
- 愉しや！にっぽん再発見 第3弾 海の日スペシャル 「長野博のニッポンが誇る海の匠たち」（2021年7月22日、BS11）- MC [38][39]
- モビエボ×アキタ（2022年1月30日、ABS秋田放送）- MC [40][41]
- 温泉知識マナビ旅（2023年1月2日、BSフジ）[42]
  - 第2弾（2023年6月17日、BSフジ）[43]

### テレビドラマ
- 3年B組金八先生 第3シリーズ（1988年、TBS） - 成瀬浩二 役
  - 第3シリーズ卒業スペシャル（1989年）
- 土曜ワイド劇場『新・赤かぶ検事奮戦記』（テレビ朝日） - 柊正男 役
  - 第1シリーズ（1994年12月17日）[44]
  - 第2シリーズ（1995年10月21日）
- Vの炎（1995年、フジテレビ） - V6主演・長野博 役
- ハンサムマン（1996年、テレビ朝日） - 主演・佐伯トビオ 役
- ウルトラマンティガ（1996年 - 1997年、MBS・TBS） - 主演・ダイゴ 役
- ウルトラマンダイナ（1998年8月22日・29日、MBS・TBS） - マドカ・ダイゴ 役[注 1]（ゲスト、特別出演）
- PU-PU-PU-（1998年、TBS） - ゲスト出演
- 天国に一番近い男（1999年1月8日、TBS） - 宗教勧誘員 役
- 新・俺たちの旅 Ver.1999（1999年、日本テレビ） - ストリートミュージシャン 役
- 少年タイヤ（フジテレビ）
  - ジプシー（2001年）[45] - コンビニの店員 役
  - 室温〜夜の音楽〜（2002年2月5日 - 3月12日） - 主演・間宮将樹（青年） 役 [46]
- 演技者。（フジテレビ）
  - 錦★鯉（2002年6月25日 - 8月6日） - 主演・水野孝行 役[47]
  - グリフトの手口（2004年2月10日 - 3月9日） - 主演・寺町 役[48]
- きみはペット（2003年、TBS） - 吉田勇治 役（ゲスト出演）[49]
- ナースマンがゆく 第3話（2004年11月6日、日本テレビ） - 若槻哲郎 役（ゲスト出演）[50]
- 劇団演技者。（2005年4月13日 - 5月4日、フジテレビ）
  - あたらしい生き物 - 主演・小野崇 役[51]
- 2ndハウス（2006年1月 - 3月、テレビ東京・テレビ大阪） - 主演・三澤耕一 役[52]
- 警視庁捜査一課9係 年末スペシャル（2006年12月27日、テレビ朝日系） - 真鍋明久 役（ゲスト出演）[53]
- 勉強していたい!（2007年8月18日 - 9月1日、NHK） - 主演・橋口順平 役[54]
- ヤスコとケンジ 第9話・最終話（2008年、日本テレビ） - 嶋田賢一 役（ゲスト出演）[55]
- 彼らを見ればわかること（2020年1月11日 - 2月29日、WOWOW） - 鴨居葉介 役[56]
- ハケンの品格 第2シリーズ 第6話（2020年7月22日、日本テレビ） - 隅田厚 役[57]
- オクトー 〜感情捜査官 心野朱梨〜Season2 第9話・第10話（2024年11月28日・12月5日、読売テレビ・日本テレビ系） - 堀之内修 役[58]

### 舞台
- PLAYZONE
  - PLAYZONE'89 Again（1989年7月 - 8月、青山劇場 / 愛知厚生年金会館 / 大阪フェスティバルホール）[59]
  - PLAYZONE'92 さらばDiary（1992年7月 - 8月、青山劇場 /大阪フェスティバルホール）[59]
  - PLAYZONE'94 MOON（1994年7月 - 8月）[44]
  - PLAYZONE'95 KING&JOKER（1995年7月 - 8月）[59]
  - PLAYZONE'96 RHYTHM（1996年7月 - 8月）[59]
  - PLAYZONE'97 RHYTHM II（1997年7月 - 8月）[59]
  - PLAYZONE 1998 5night's（1998年7月 - 8月）- ウィリー 役[60]
  - PLAYZONE 1999 Goodbye&Hello（1999年7月 - 8月）[59]
  - PLAYZONE 2000 THEME PARK（2000年7月 - 8月）- 長江 役[61]
- SHOW劇'92 MASK（1992年7月、日生劇場）[59]
- 魔女の宅急便（1993年5月 - 6月、青山劇場）[59] - トンボの友人・バッタ 役[62]（アンサンブル出演[59]）
  - 魔女の宅急便（1996年5月 - 7月、東京 / 福岡 / 愛知 / 大阪） - 主演[要出典]・トンボ 役[63]（坂本昌行、元Jr.とトリプルキャスト[59]。長野は福岡公演に参加[59]。）
- 二人でお茶を（1995年2月、銀座博品館劇場）- サミー 役[59]
- 女の言い分（1995年3月、名鉄ホール）[59]
- 花影の花（1997年12月、帝国劇場）- 大石主税 / 大石大三郎 役[59]
- トニセン三部作[59]
  - 東京サンダンス - 主演・山本治 役[59]
    - 〜俺たちの20世紀（2000年3月 - 4月、近鉄劇場 / PARCO劇場 / メルパルクホール福岡）[59]
    - 〜21世紀への伝言（2001年3月 - 4月、Bunkamuraシアターコクーン / メルパルクホール福岡 / 近鉄劇場） [59]

  - とんかつロック〜花川助六物語（2002年4月 - 5月、Bunkamuraシアターコクーン / 近鉄劇場 / メルパルクホール福岡） - 主演・篠崎優 役[59]
  - SAY YOU KIDS（2004年4月 - 5月、Bunkamuraシアターコクーン / シアター・ドラマシティ） - 主演・マコト 役 [59]
- 20th Centuryグローブ座3部作[49]
  - フォーティンブラス（2003年2月 - 3月、東京グローブ座 / 近鉄劇場） - 主演・羽沢武年（フォーティンブラス 役） 役 [59]
- DEATH TRAP（英語: Deathtrap (play)）（2004年6月 - 7月、東京グローブ座 / シアター・ドラマシティ） - 主演・クリフォード・アンダーソン 役[59]
- プロデューサーズ（2005年8月、青山劇場） - 主演・レオ・ブルーム 役[64]
  - 再演（2008年2月、東京国際フォーラム / シアターBRAVA!）[65]
- フライパンと拳銃（2008年11月 - 12月、東京グローブ座 / 大阪サンケイホール ブリーゼ）- 主演・磯崎則彰 役[66]
- 「りんご」木村秋則物語[67]（2010年11月 - 12月、ルテアトル銀座 / 兵庫県立芸術文化センター / 刈谷市総合文化センター / 倉敷市民会館 / キャナルシティ劇場 / イズミティ21）[20] - 主演・アキノリ 役[67]
- Forever Plaid（英語: Forever Plaid）（2013年9月29日 - 11月28日、東京グローブ座 / KAAT 神奈川芸術劇場 / 電力ホール / キャナルシティ劇場 / 大阪サンケイホール ブリーゼ / 名鉄ホール / 東大和市民会館ハミングホール / サンシティホール / 水戸芸術館 / 志木市民会館パルシティ / 大空町教育文化会館 / 北広島市芸術文化ホール / りゅーとぴあ / 都城市総合文化ホール / 青山劇場）[68] - 主演・ジンクス 役[69]
  - Forever Plaid 2016（2016年4月26日 - 6月5日、志木市民会館パルシティ / 石橋文化センター 石橋文化ホール / 島根県芸術文化センターグラントワ / サンケイホールブリーゼ / 刈谷市総合文化センター 大ホール / 富山県民会館ホール / 高知市文化プラザかるぽーと 大ホール / サンポートホール高松 大ホール / 熊谷文化創造館 さくらめいと 太陽のホール / 東京グローブ座 / 君津市民文化ホール 大ホール / 電力ホール / KAAT神奈川芸術劇場)[70]
  - Forever Plaid 2020（2020年4月19日 - 5月31日、やまと芸術文化ホールメインホール/久留米シティプラザ ザ・グランドホール/ サンケイホールブリーゼ / 富山県民会館ホール / 電力ホール / 静岡市清水文化会館マリナート大ホール / シンフォニア岩国コンサートホール / 刈谷市総合文化センター大ホール / よみうり大手町ホール） [71]※コロナ禍により全公演中止[69]
  - Forever Plaid 2022（2022年5月14日 - 5月31日、東京・よみうり大手町ホール / 6月2日、神奈川・やまと芸術文化ホール メインホール / 6月5日、宮城・名取市文化会館 大ホール / 6月7日、山形・やまぎん県民ホール 大ホール / 6月11日 - 6月13日、大阪・サンケイホールブリーゼ / 6月16日、広島・JMSアステールプラザ 大ホール / 6月18日・19日、福岡・久留米シティプラザ ザ・グランドホール / 6月23日、金沢・本多の森ホール / 6月25日・26日、愛知・刈谷市総合文化センター アイリス 大ホール / 6月30日、東京・有楽町よみうりホール）[72]
- ブロードウェイミュージカル オン・ザ・タウン（2014年9月28日 - 10月14日、青山劇場 / 18日 - 19日、オリックス劇場） - 主演・チップ 役[73]
- TWENTIETH TRIANGLE TOUR
  - TWENTIETH TRIANGLE TOUR 戸惑いの惑星（2017年1月 - 2月、東京グローブ座 / キャナルシティ劇場/ シアタードラマシティ） - 主演・由利 役[74]
  - TWENTIETH TRIANGLE TOUR vol2 カノトイハナサガモノラ（2019年7月 - 9月、東京グローブ座/ 北九州芸術劇場 大ホール/ 梅田芸術劇場シアター・ドラマシティ） - 主演・ナガノ 役[75]
- クイーン・エリザベス -輝ける王冠と秘められし愛-（2019年5月5日 - 26日、日生劇場） - レスター伯 役[76]
- ブロードウェイミュージカル バイ・バイ・バーディー（英語: Bye Bye Birdie）（2022年10月18日 - 30日、KAAT 神奈川芸術劇場 / 11月5日 - 7日、森ノ宮ピロティホール / 11月10日、パルテノン多摩 大ホール） - 主演・アルバート・ピーターソン 役[77]
- チキチキバンバン（2025年1月17日 - 26日〈予定〉、東京建物 Brillia HALL / 2月7日 - 9日〈予定〉、森ノ宮ピロティホール） - 主演・カラクタカス・ポッツ 役[78]

### 映画
- シュート!（1994年3月12日公開） - 斉木誠 役[44]
- 新生トイレの花子さん（1998年7月4日公開） - 矢部先生 役（友情出演）[60]
- ウルトラマンティガ THE FINAL ODYSSEY（2000年3月11日公開） - 主演・マドカ・ダイゴ 役
- 大決戦!超ウルトラ8兄弟（2008年9月13日公開） - 主演・マドカ・ダイゴ 役 [65]

### 吹き替え
- アトランティス 失われた帝国（2001年、日本語吹き替え版） - 主役・マイロ・ジェームス・サッチ 役[79]
- サンダーバード （2004年、日本語吹き替え版） - ジョン・トレーシー〈レックス・シャープネル〉 役[80]

### CM
- 東洋水産（2008年）
  - 「マルちゃん赤いきつねと緑のたぬき」
  - 「白い力もちうどん」
  - 「黒い豚カレーうどん」
- バンダイ「ULTRA-ACT」（2011年）
- JA全農山形「はえぬき」（2015年[81]・2016年[82]・2017年[82]）
- BANDAI SPIRITS「S.H.Figuarts」（2021年）

## 書籍
- クル日もグルメ（2008年6月2日、角川書店）[65]ISBN 978-4048942072
- 全部三ツ星! V6長野博の食べ歩きガイド 美味博愛 (BIMI HAKUAI)（2013年2月26日、東京ニュース通信社）[21]ISBN 978-4863362901
- 長野博のなっとくめし（2014年5月29日、マガジンハウス）[83]ISBN 978-4838726752

### 写真集
- 長野博 with ウルトラマンティガ（2008年9月5日、ダイヤモンド社）[84] - 撮影：安達尊 ISBN 978-4478005576

### ウルトラマンティガ関連書籍
- B-CLUB  vol.141（1997年8月15日、バンダイ）ISBN 4-89189-584-5
- テレビマガジン特別編集 ウルトラマンティガ（1998年1月18日、講談社）ISBN 4-06-1784-20-X
- てれびくんデラックス 愛蔵版　大決戦! 超ウルトラ8兄弟 超全集（2008年9月1日、小学館）ISBN 978-4091051202
- テレビマガジン特別編集スペシャル ウルトラマンティガ（2008年9月13日、講談社）ISBN 978-4061791640
- テレビマガジン特別編集 大決戦! 超ウルトラ8兄弟（2009年3月28日、講談社）ISBN 978-4061784345
- ウルトラ特撮 PERFECT MOOK vol.03 ウルトラマンティガ（2020年8月6日、講談社）ISBN 978-4065199732

### 雑誌連載など
- Johnny's web「クルマでグルメ」（2004年 - 、ジャニーズ事務所）
- TV Japan「おいしいもん探しの旅　博シュラン」（2006年 - 2010年、東京ニュース通信社）
- 月刊TVガイド（東京ニュース通信社）
  - 「V6・長野博の食べ歩き連載 博シュラン2」（2011年1月号 - 2012年11月号）
  - 「長野博のジャパンデリデリ」（2013年7月号 - 2017年5月号）
  - 「長野博が古き良き店の軌跡に触れる『味の履歴書』」（2017年6月号 - ）
- 東京中日スポーツ 「ロードレース世界選手権コラム　V6エンジン」」（2007年 - 終了、中日新聞東京本社）
- BRIO「あの一皿のレシピ」（2008年、光文社）
- Tarzan 「料理はサイエンス　なっとくめし」（2012年 - 2013年、マガジンハウス）
- GOLD 「V6長野博×森脇慶子のグルメLINE交換日記」（2014年10月7日 - 2016年2月5日、世界文化社）[83]
- なごみ「長野博と学ぶ 茶懐石のキホン」（2017年12月 - 2018年11月、淡交社）[85]